# Балахонов Сергій Олександрович
Сергі́́й Олекса́ндрович Балахо́нов (біл. Сяргей Аляксандравіч Балахонаў; нар. 24 квітня 1977, Гомель) — білоруський письменник, публіцист і есеїст.

## Біографічні дані
Сергій Балахонов народився в Гомелі (за офіційними даними; в інших джерелах місцем народження вказано село Святиловичі Вітківського району Гомельської області).
Батько — Олександр Лаврентійович Балахонов. Мати — Світлана Андріївна Балахонова. У 1994-му Сергій закінчив Гомельську середню школу № 49 з поглибленим вивченням німецької мови, а в 1999-му — історичний факультет Гомельського державного університету. 2000 року проходив строкову службу у внутрішніх військах Республіки Білорусь. З 2001-го працює вчителем історії і суспільствознавства в Гомельській середній школі № 24. Не одружений.

## Творчість
Зріла літературна творчість Балахонова почалася в 1992 році, однак до осені 1998-го він не публікувався. У його доробку — збірки віршів «Сонцавароты» («Сонцестояння»), «Брама сталасьці» («Брама зрілості»), «Мой беларускі…» («Мій білоруський…»), «Дваццатае вока вясны» («Двадцяте око весни»), «Паляваньне на тэкст» («Полювання на текст»), незакінчені епічні поемы «Прывітаньне, мая каханая» («Привіт, моя кохана») і «Алесь Гальшэўскі» («Олесь Гольшевський»), кілька фантастичних оповідань і повість «Іх спаткала нявосень» («Їх спіткала неосінь»).
Перші публікації з'явилися восени 1998 року в самвидаві «Сымболь» (Мінськ, редактор Вадим Карцев) і паралельно в газетах «Наша слова» і «Наша Ніва». У 1999 році став одним із авторів, без яких, зі слів Л. Рублевської, неможливо уявити тогочасну «Нашу Ниву». Відтоді у цій газеті друкувалися його щоденникові нотатки, цикл оброблених міських легенд «Die modernen Sagen» («Сучасні саги»), нариси, історичні містифікації, вірші, есеї, музичні рецензії та інше.
У 1999—2000 роках численні твори Балахонова друкувалися в газеті гомельської Спілки білоруських студентів «ЗуБаСьцік». З того ж часу і до 2001 року письменник творчо співпрацював із гомельською молодіжною газетою «Undergroўnd» (редактор Кастусь Гусаров), у якій під псевдонімом Сяргей Лобан помістив оповідання-трилогію «Мажджаліна».
2001 року Сергій Балахонов дебютував на сторінках білоруського журналу «ARCHE Пачатак» з оповіданням «Сьмерць лютністи» («Смерть лютняра»). В анотації до цього твору вперше зазначено про зв'язок автора з постмодернізмом. Письменник показав себе прихильником цієї течії, провадячи полеміку з літературним критиком Данилом Жуковським (статті «Сартр за наваградзкай камяніцай», «Ізноў пра кляты постмадэрнізм», «Архіпэляг постмадэрн», «Entlarvung адзінокага ў пустэльні»).
У 2005-му відбувся дебют Балахонова в закордонній періодиці: чеський часопис «Host» помістив його літературознавчу статтю «Nĕkdo tam je, aneb Rozcestí nove bĕloruské literatury» («Хтось там є, або Роздоріжжя нової білоруської літератури»). Наприкінці того ж року видавництво Ігоря Логвинова випустило у світ першу книжку письменника — прозову збірку «Імя грушы», яка на початку 2007 року ввійшла в число фіналістів у конкурсі на здобуття літературної премії «Гліняны Вялес — 2006».
2007 року в одинадцятому номері літературно-мистецького альманаху «Калосьсе» (редактор Аркуш Олесь) опубліковано пригодницьку повість Балахонова «Сьнег капітана Мантгомэры» («Сніг капітана Монтґомері»), події якої розвиваються в Гомелі часів антифеодальної війни XVII століття. Підбірка творів письменника увійшла до аудіохрестоматії сучасної білоруської літератури «Начная чытанка [Архівовано 1 квітня 2015 у Wayback Machine.]» («Нічна читанка», 2007). Частину підбірки ввели в плей-лист інтернет-проекту «Літаратурнае радыё» («Літературне радіо»).
У 2008-му письменникова повість альтернативної фантастики «Пятля зацятасці» («Петля затятості») перемогла на літературному конкурсі білоруської служби Радіо «Свобода». 2009 року Сергій Балахонов став активним учасником музично-поетичного проекту «Тузін. Перазагрузка» («Дюжина. Перезавантаження»), переклавши білоруською мовою пісні груп «Нестандартный вариант», «Naka», «Серебрянная свадьба», зокрема ж пісню «Волшебный кролик» («Чароўны трусік») Юрія Демидовича — учасника дитячого пісенного конкурсу «Євробачення» 2009 року. Пісні на тексти Балахонова є в аудіозаписах гуртів «Воплі Відоплясова», «Мумий Тролль», «Dreamgale», «Смысловые галлюцинации», «Zdob şi Zdub» і співачки Альони Свиридової.
Борючись проти поширених у наш час псевдонаукових — зокрема ж псевдоісторичних — творів і висміюючи їх, Балахонов опублікував у журналі «ARCHE Пачатак» текст «Супер Маріо з Великого Князівства Литовського» — пародію на історичну містифікацію, у якій буцімто всерйоз, а насправді ж з іронією доводив старобілоруське коріння культової відеогри «Super Mario Bros.». Згодом він розвинув цей текст до книжки «Зямля пад крыламі Фенікса. Нарысы з паралельнай гісторыі Беларусі» (вийшла у світ 2012 року). У ній з гумором подано неймовірні події та факти — зокрема про феніксів та однорогів у давній Білорусі. Автор пише про Велеславу Менську — епатажну письменницю кінця XII — початку XIII століття, змальовує свято з нагоди повернення давніх білорусів-литвинів із Місяця, описує дембельський альбом Франциска Скорини.
Належить до членів Спілки прозаїків і поетів Білорусі.
Сергій Балахонов також відомий як виконавець пісень на тексти різних авторів, у тому числі свої — власні та перекладені з інших мов. На лютий 2016 року він записав не менш як 360 пісень — в різноманітних жанрах.

## Літературні твори
- «Імя грушы». — Менск: Логвінаў, 2005. — 226 с. ISBN 985-6701-87-2 («Ім'я груші»)
- «Зямля пад крыламі Фенікса. Нарысы з паралельнай гісторыі Беларусі» — Менск: Логвінаў, 2012. — 248 с. ISBN 978-985-562-033-5 («Земля під крилами Фенікса. Нариси з паралельної історії Білорусі»)
- «Інфанта і аднарог». — Менск: Логвінаў, 2015. — 294 с.[6] («Інфанта і одноріг»)

## Дискографія
- «Вайна На Ростанях Сноў», неофолк, 2011

## Нагороди і відзнаки
- 2008 — І місце на літературному конкурсі білоруської служби Радіо «Свобода» — за повість «Пятля зацятасці» («Петля затятості»)

## Зовнішні зв'язки
- Пісні у виконанні Сергія Балахонова[недоступне посилання з червня 2019]
- Твори Сергія Балахонова онлайн: «Пятнаццаць лішніх хвілін», «Сьмерць лютністы», «Зямля пад крыламі Фенікса»